# Rhabdomastix setigera
Rhabdomastix setigera är en tvåvingeart som beskrevs av Alexander 1943. Rhabdomastix setigera ingår i släktet Rhabdomastix och familjen småharkrankar. Inga underarter finns listade i Catalogue of Life.